# Hurmeli
Hurmeli va ser un rei de la ciutat de Kanesh o Kanis (Kaniš) cap a l'any 1845 aC. Portava el títol de Ruba'um. El seu nom volia dir 'Home de Hur(a)ma' en llengua hitita, i segurament pertanyia a l'ètnia dels hitites.
Es coneixen els noms d'alguns dels seus ministres (rabi simmiltim), Halkiašu i Hapartiwa. Li va succeir probablement Hapartiwa, que podria ser un fill seu.